# Leptacis obscuricornis
Leptacis obscuricornis är en stekelart som beskrevs av Fouts 1924. Leptacis obscuricornis ingår i släktet Leptacis och familjen gallmyggesteklar. Inga underarter finns listade i Catalogue of Life.